# Cartophilax
Cartophilax  es un vocablo griego, que es el que guarda las Sagradas Escrituras, era una dignidad de la Iglesia Griega y cuidaba del sello patriarcal, llamado "bulletorium", el cual llevaba pendiente del pescuezo.

## Responsabilidades
- Guardaba las Sacras Escrituras Eclesiásticas
- Sentenciaba y juzgaba las controversias matrimoniales
- Defendía las causas del clero
- Le llamaban  mandiestra (este vocablo y dignidad corresponden al Cartulario de Roma)

## Teodoro Balsamon
Teodoro Balsamon, griego cismático y patriarca de Antioquía en 1186, hombre docto, canonista del siglo XII, dice que el cartophilax era el vicario del Patriarca en lo concerniente a la administración de los negocios de la segunda especie, y describe las funciones y derechos en términos enfáticos y ejercía la jurisdicción tanto contenciosa como voluntaria en nombre del Patriarca, de quien era el vicario general y canciller.

## Anastasio el Bibliotecario
Esta dignidad, cartophilax era ya muy considerable en el siglo IX y Anastasio el Bibliotecario describe sus perrogativas, las que dice ser las mismas que el Bibliotecario de la Iglesia de Roma:
- Ningún prelado y clérigo extranjero es admitido a la audiencia del Patriarca sin él
- Que ninguno es presentado sino por él en las asambleas eclesiásticas
- Que el patriarca no recibe cartas que no hayan pasado por sus manos
- Que ninguno es elevado a prelatura, ni a los menores grados del clero, ni al gobierno de los monasterios, sin que él lo haya aprobado y recomendado
- No es de extrañar que después adquiriese este oficial, cartophilax, tan amplia jurisdicción en la Iglesia de Oriente, porque, como se sabe, toda potestad tira siempre a su aumento

## Niceforocartophilax
Niceforo cartophilax, es decir, guarda de los archivos, autor griego, florecía al principio del siglo XI, y nos queda de él algunas obras en la Biblioteca de los Santos Padres y en la Colección del derecho griego-romano.

## Juan Vecco
Juan Vecco cartophilax o canciller de la iglesia griega, en el Concilio de Constantinopla (26 de mayo de 1277), fue el autor de la reunión de los latinos, de concierto con el emperador Miguel VIII Paleólogo, y fue elegido en el Patriarcado de Constantinopla y ordenado el domingo siguiente día de Pentecostés.
Participó en otros muchos Concilios y en el mes de enero de 1283, bajo el patrirarca Joseph, los griegos cismáticos condenaron a Juan Vecco, a quien miraban como el autor de la reunión con los latinos, y poco tiempo después hicieron que lo desterrase el emperador Andrónico II Paleólogo muy afecto al Cisma, no obstante todo lo que había hecho con su padre Paleólogo para la reunión.

## Guillermo Cave
Guillermo Cave, teólogo y canónigo de Windsor, del siglo XVII, erudito en historia y antigüedades eclesiásticas, dejó entre las muchas obras que escribió, la siguiente: Tabulae ecclesiasticae, vel cartophylax ecclesiasticus, Londres, 1685 en 4º.

## Etimología
- Según Anastasio el Bibliotecario, viene originariamente el que lo tenía estaba encargado de la custodia y conservación de las cartas de la Iglesia.
- Según Teodoro Balsamon, clama contra la etimología anterior de Anastasio: El cartophilax no es un guardia del secreto y un portero, sino que tiene el cuidado de la conservación de los derechos episcopales
- Según el Patriarca Nicolás, los porteros que estaban encargados de la custodia de los instrumentos estaban subordinados al cartophilax, señal cierta que tenía este empleo y que lo ejercía como jefe por medio de oficiales inferiores, que estaban a sus gages o a los de la Iglesia